# NGC 2842
NGC 2842 (również PGC 26114) – galaktyka spiralna z poprzeczką (SB0-a), znajdująca się w gwiazdozbiorze Kila. Odkrył ją John Herschel 8 marca 1836 roku.